# Rashid Abdulrahman
Rashid Abdulrahman Al Hosani (arabe : راشد عبد الرحمن) (né le 20 octobre 1975 à Charjah aux Émirats arabes unis) est un joueur de football international émirati, qui évolue au poste de défenseur.

## Biographie

### Carrière en sélection
Avec l'équipe des Émirats arabes unis, il joue 38 matchs (pour 2 buts inscrits) depuis 2004. 
Il figure notamment dans le groupe des sélectionnés lors des Coupes d'Asie des nations de 2004 et de 2007.

## Palmarès
Al Jazira
| - Championnat des Émirats arabes unis (1) : - Champion : 2010-11. - Vice-champion : 2007-08, 2008-09 et 2009-10. - Coupe des Émirats arabes unis (1) : - Vainqueur : 2010-11. |  | - Supercoupe des Émirats arabes unis : - Finaliste : 2011. - Coupe de la UAEFA (1) : - Vainqueur : 2007. |